# Kulîkova Balka, Novoukraiinka
Kulîkova Balka (în ucraineană Куликова Балка) este un sat în comuna Prîiut din raionul Novoukraiinka, regiunea Kirovohrad, Ucraina.

## Demografie
Componența lingvistică a localității Kulîkova Balka
     Ucraineană (93,72%)
     Rusă (4,71%)
     Română (1,57%)
Conform recensământului din 2001, majoritatea populației localității Kulîkova Balka era vorbitoare de ucraineană (93,72%), existând în minoritate și vorbitori de rusă (4,71%) și română (1,57%).